# 13724 Schwehm
13724 Schwehm eller 1998 QF55 är en asteroid i huvudbältet som upptäcktes den 27 augusti 1998 av LONEOS vid Anderson Mesa Station. Den är uppkallad efter den tyske fysikern Gerhard Schwehm.
Asteroiden har en diameter på ungefär 3 kilometer.